# Aleucanitis
Aleucanitis är ett släkte av fjärilar. Aleucanitis ingår i familjen nattflyn.

## Dottertaxa tillAleucanitis, i alfabetisk ordning[1]
- Aleucanitis aberrans
- Aleucanitis aksuensis
- Aleucanitis albofasciata
- Aleucanitis angustifasciata
- Aleucanitis antiqua
- Aleucanitis astrida
- Aleucanitis austera
- Aleucanitis baigakumensis
- Aleucanitis cailino
- Aleucanitis calamiodes
- Aleucanitis caspica
- Aleucanitis catocalis
- Aleucanitis caucasica
- Aleucanitis caylino
- Aleucanitis clara
- Aleucanitis clarior
- Aleucanitis coenobita
- Aleucanitis flexuosa
- Aleucanitis grumi
- Aleucanitis habibazel
- Aleucanitis herzi
- Aleucanitis hyblaeoides
- Aleucanitis indecora
- Aleucanitis inepta
- Aleucanitis judaica
- Aleucanitis kusnezovi
- Aleucanitis langi
- Aleucanitis medialba
- Aleucanitis mesoleuca
- Aleucanitis mongolica
- Aleucanitis nephelostola
- Aleucanitis obscura
- Aleucanitis obscurata
- Aleucanitis pamira
- Aleucanitis philippina
- Aleucanitis reducta
- Aleucanitis saisani
- Aleucanitis scolopax
- Aleucanitis sculpta
- Aleucanitis sequax
- Aleucanitis sesquilina
- Aleucanitis singularis
- Aleucanitis sinuosa
- Aleucanitis stuebeli
- Aleucanitis tenera
- Aleucanitis tincta